# کاکسامبو
کاکسامبو (به پرتغالی: Caxambu) یک منطقهٔ مسکونی در برزیل است که در میناز ژرایس واقع شده‌است. کاکسامبو ۱۰۰٫۲۰۳ کیلومتر مربع مساحت و ۲۱٬۶۱۰ نفر جمعیت دارد و ۸۹۵ متر بالاتر از سطح دریا واقع شده‌است.